# لينكنتون
لينكنتون (بالإنجليزية: Lincolnton)‏ هي مدينة أمريكية ومركز مقاطعة لينكن في ولاية كارولاينا الشمالية في الولايات المتحدة الأمريكية.

## أعلام
- دون باورز
- مايكل هوك
- هابيل جاي براون
- ديفون لوري
- روبرت هوك
- تشارلز آر. جوناس